# Gustaf af Sillén

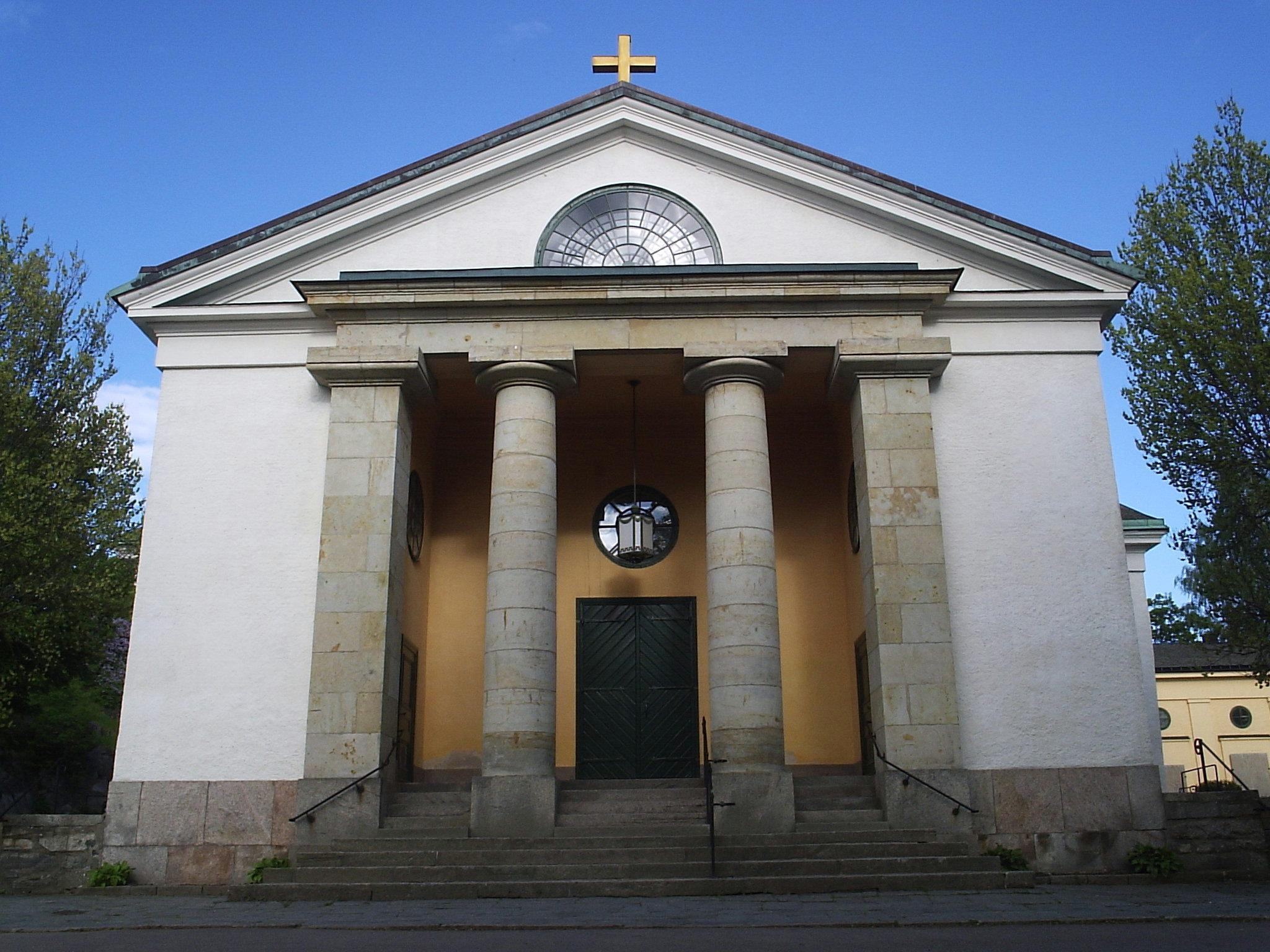
Gustaf af Sillén står som arkitekt bakom Uddevalla kyrkas nyklassiska stil. Kyrkan nyinvigdes 1811 efter en stadsbrand 1806. Bilden visar kyrkans huvudingång vid en fritrappa i väster. Den uppvisar en klassisk portik av sandsten med två närmast doriska kolonner och två halvpilastrar på ömse sidor under en trekantsgavel med lunettfönster.

Gustaf af Sillén, född 7 mars 1762 på Eka i Lillkyrka socken, Uppsala län, död 9 februari 1825 på Långdunkers herrgård i Hyltinge socken, Södermanlands län, var en svensk arkitekt och tecknare. 
Inom fortifikationskåren, där han ingick som volontär 1775, hade Gustaf af Sillén uppnått löjtnantsgraden när han 1802 tog avsked och erhöll kaptens namn, heder och värdighet. Sex år tidigare hade han blivit utnämnd till hovintendent och ledamot av Konstakademien och förordnades 1816 till skattmästare vid samma akademi. Under ungdomsåren hade han varit elev vid Målar- och bildhuggarakademien. Han gjorde sig bemärkt genom ritningar till Bagges Beskrifning öfver Örebro (1785) och genom etsningsförsök.
af Sillén, som 1786 med pension av slottsbyggnadsfonden begett sig på en utländsk studieresa, uppehöll sig i Italien 1788–1793. Där hänfördes han av antikens mästerverk och uppgjorde 1790 i Rom, efter mönster av Pantheon, ritning till en rund kyrka på Skeppsholmen i Stockholm. Han skrev även en mängd konsthistoriska uppsatser som Om byggnadskonsten i Sverige sådan den borde vara och Om det gamla och nya Roms tillväxt med mera.
Hemma fick han emellertid föga tillfälle att utveckla sina konstnärliga idéer, då han mest användes för dekorationsarbeten, bland annat för omgestaltningen och inredningen av Rosersbergs lustslott åt hertig Karl påbörjad 1797. Uppdraget blev hans stora livsgärning och vittnar om hans goda studier och stilkänsla  – den nyantika smakriktningen – men också om en ganska kall och nykter uppfattning. En stor del av hans ritningar för Rosersberg finns i Kungliga biblioteket. Han lämnade dessutom ritningar till Uddevalla kyrka och till åtskilliga officersboställen. Som tecknare är af Sillén representerad vid bland annat Uppsala universitetsbibliotek, Kungliga biblioteket, Konstakademien och Nationalmuseum i Stockholm.  
Gustaf af Sillén var son till Georg Vilhelm af Sillén och Brita Johanna Lagerstam. af Sillén var gift första gången 1803 med Kristina Maria von Hermansson och andra gången 1812 med Gustafva Ulrika Bruncrona. I det senare äktenskapet föddes Abraham Vilhelm af Sillén.